# D'Estienne d'Orves (F781)
d'Estienne d'Orves (F781) fue el nombre del primera corbeta de la clase d'Estienne d'Orves (Tipo A69) de la Marine Nationale, que sirvió de 1976 a 1999. Fue transferida a Turquía y continúa en servicio como TCG Beykoz (F-503).
Fue construido por el constructor estatal DCN en Lorient. Fue botado su casco en 1973 y fue asignado en 1976. Causó baja y fue transferida a la marina de guerra de Turquía en 1999.